# Right Here Right Now (ファットボーイ・スリムの曲)
Right Here Right Nowは、ファットボーイ・スリムの楽曲である。1998年のアルバム"You've Come a Long Way, Baby"に収録され、翌年にシングル化された。

## 採用事例
- 映像作品のBGM
  - モータースポーツを題材とした映画ドリヴンの挿入歌。
  - テレビドラマ LIAR GAME の挿入曲。
- コマーシャルソング
  - V35型スカイラインなど日産車のコマーシャル。
  - 韓国キア・セラトーの車種紹介ビデオ。
- スポーツ関連BGM
  - イングランドプレミアリーグの中継番組 マンデー・ナイト・フットボール (en:Ford Monday Night Football) のオープニング。
  - マンチェスター・シティが本拠地のエティハド・スタジアムで試合の際、選手の入場曲。
  - 日本のプロ野球 千葉ロッテマリーンズ 福浦和也の登場曲。
  - NFL ピッツバーグ・スティーラーズ。